# جورج بلاكلي
جورج بلاكلي (بالإنجليزية: George Robert Blakley)‏ هو عالم حاسوب ورياضياتي أمريكي، ولد في 6 مايو 1932 في شيكاغو في الولايات المتحدة، وتوفي في 10 ديسمبر 2018 في أوستن في الولايات المتحدة.